# Gertrud Gröninger

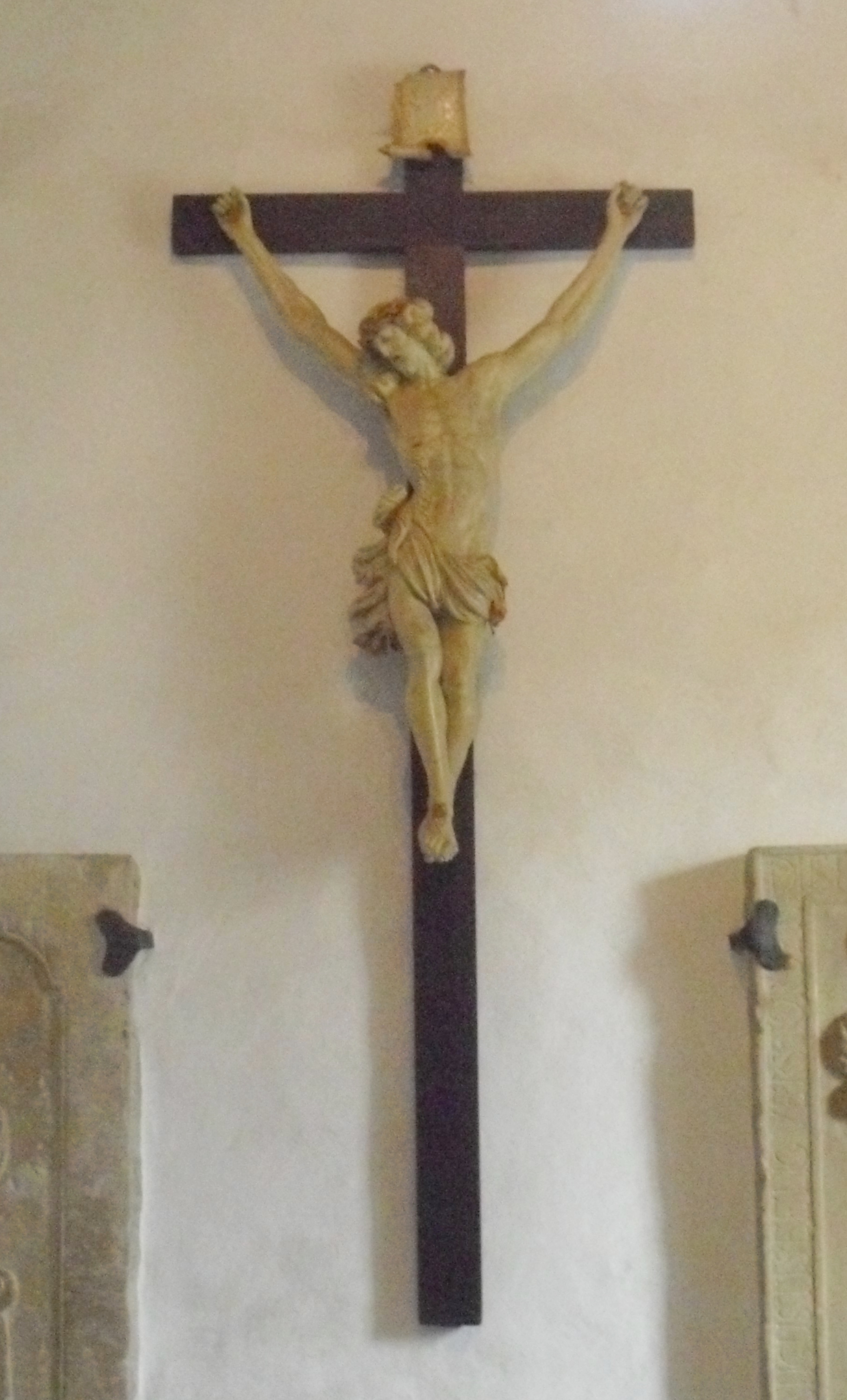
Kruzifix in Neuenheerse

Gertrud Gröninger (* um 1650; † 1722) war eine deutsche Bildhauerin aus Westfalen.
Sie entstammte der Bildhauerfamilie Gröninger. Ihr Vater war Dietrich Gröninger, ihre Mutter Engelina Rabeling, ihr Bruder Johann Mauritz Gröninger.
Sie arbeitete als Bildhauerin in Paderborn. Gertrud Gröninger schuf unter anderem zwischen 1695 und 1698 die Figuren für den Hochaltar im Kloster Hadmersleben. Für das Stift Heerse schuf sie ein Kruzifix. Daneben stammen zahlreiche weitere Bildnisse im Bereich des Hochstifts Paderborn und darüber hinaus aus ihrer Werkstatt. So werden ihr Statuen im Kloster Oelinghausen und das Gnadenbild „Mutter der sieben Freuden“ in der Pfarr- und Wallfahrtskirche St. Joseph Marienloh zugeschrieben.
In Paderborn ist eine Straße nach ihr benannt. 